# Riesenvirus

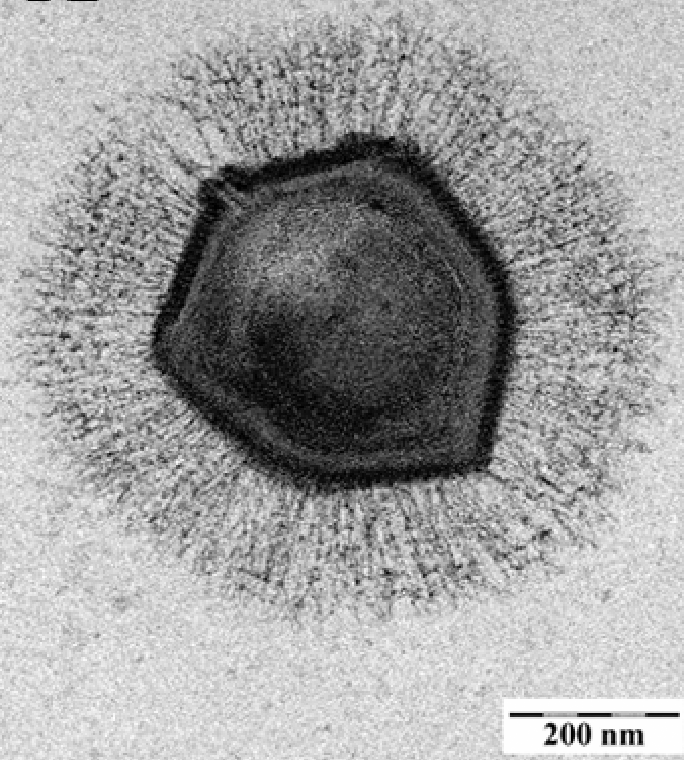
Elektronenmikroskopische Aufnahme eines Virusteilchens von Mimivirus (en. mimicking microbe virus) mit deutlich sichtbarer filamentöser Hülle

Als Riesenvirus (englisch giant virus, GV, oder kurz girus) werden sehr große Viren bezeichnet. Zwar variieren die genauen Kriterien in der wissenschaftlichen Literatur, im Allgemeinen werden als Riesenviren aber Viren mit einem großen Kapsid von mindestens 200 bis 400 nm bezeichnet, typischerweise umgeben von einer dicken Schicht Proteinfasern (Stärke ca. 100 nm). Damit sind viele Riesenviren größer als durchschnittliche Bakterien.

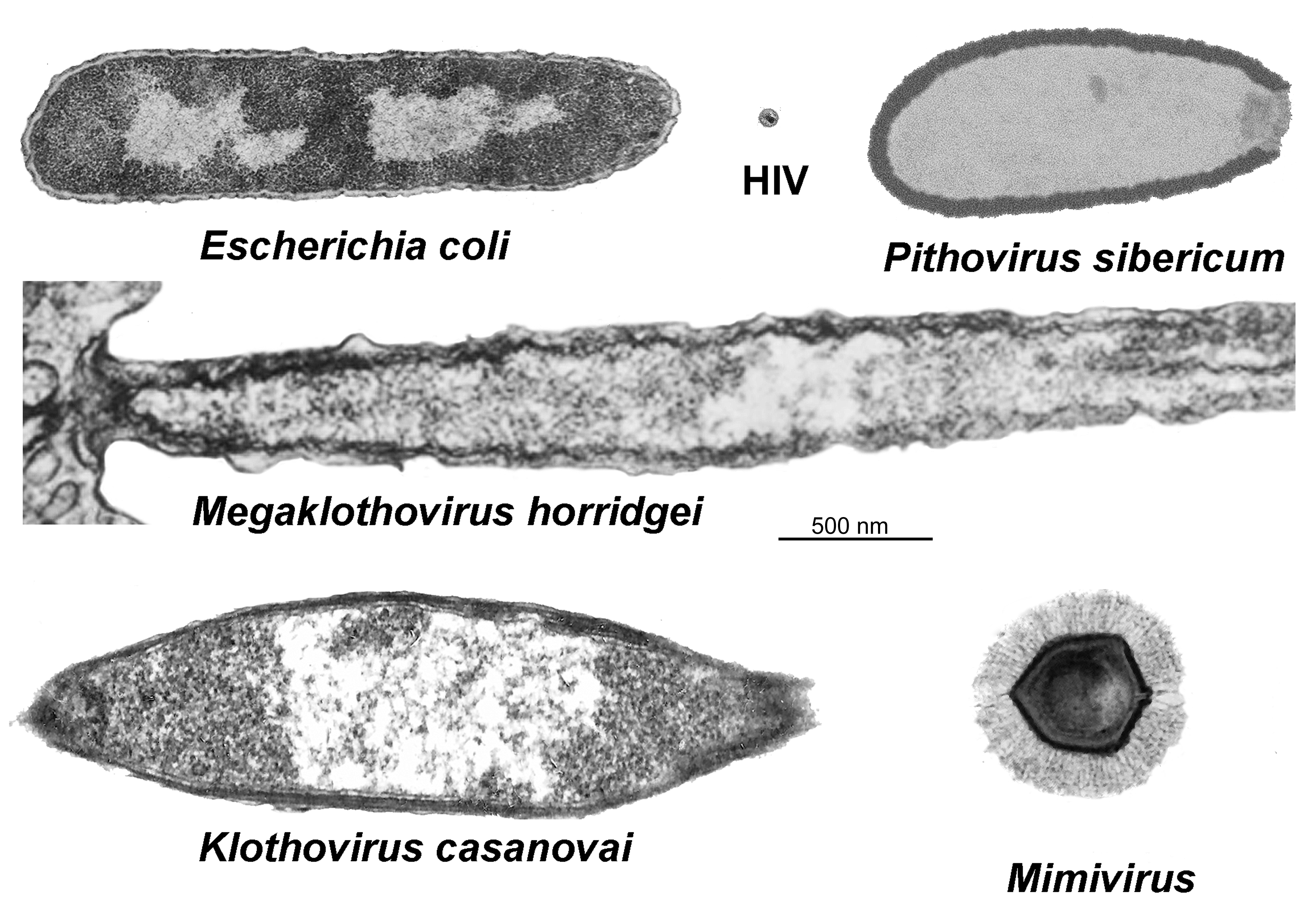
Größenvergleich einiger Riesenviren mit HIV und einem Bakterium (E. Coli)

Als Untergrenze für die Genomgröße werden meist 300 kbp (Kilobasenpaare; alle bekannten Riesenviren haben ein Doppelstrang-DNA-Genom) festgesetzt.
Yutin und Koonin (2019) setzten allerdings eine etwas höhere Grenze von 500 kbp an, ebenso Brandes und Linial (2019).
Am oberen Ende wurden Genome mit 1000 kbp und mehr gefunden, etwa bei „Tupanvirus“ mit 1.516 kbp.
Das Genom der Riesenviren umfasst dabei eine Größenordnung von etwa 1000 kodierenden Genen (statt sonst kaum ein Dutzend). Dies ist extrem umfangreich im Vergleich zu anderen Virus-Genomen.
Zur späten Entdeckung der meisten Riesenviren (zahlreich erst ab etwa 2003) trug bei, dass sie bei der Suche nach Viren in den Filtern (mit typischer Porengröße von 0,2 μm) hängen blieben, die Bakterien und Protisten von Viren abtrennen sollten, langsamer zu leicht sichtbaren Klumpen aggregieren und sich auch langsamer vermehren.
Die bekannten Riesenviren gehören dem dsDNA-Virus-Phylum Nucleocytoviricota (veraltet Nucleocytoplasmic large DNA viruses, NCLDV) an, und zwar den Klassen Megaviricetes (u. a. mit den Familien Mimiviridae und Phycodnaviridae) oder der Ordnung Asfuvirales aus der Klasse Pokkesviricetes (mit der Gattung Asfivirus, dem Erreger der Afrikanischen Schweinepest). Die Wirte der Riesenviren sind komplex-zelluläre Organismen (Eukaryonten).
Eine grafische Darstellung der Größenverhältnisse hat Laurie O’Keefe gegeben.
Ähnlich wie Retroviren sind manche Vertreter der NCLDV in der Lage, sich in das Genom ihrer Wirtszellen zu integrieren (englisch endogenous viral element, EVE).

## Riesenphagen
Für große Viren von Prokaryonten (Bakterien oder Archaeen: Phagen) hat man eigene Größenkriterien geschaffen, da ihre Wirte naturgemäß nicht so viel Platz bieten. Auch hier sind alle bekannten Vertreter dsDNA-Viren. Näheres siehe Riesenphagen, Megaphagen und Jumbo-Phagen.